# Saint George (Grenada)

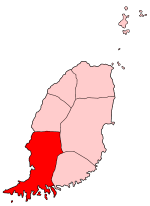
Lage von Saint George auf Grenada

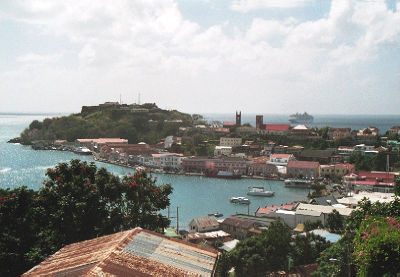
St. George’s, 2000

Saint George ist ein Parish von Grenada. Es erstreckt sich über den Südwest-Zipfel der Insel. Die Hauptstadt von Grenada, St. George’s, liegt in diesem Parish, und mit einer Ausdehnung von 65 km² und einer Bevölkerung von 38.249 Einwohnern (Stand: 2011) ist das Parish das zweitgrößte, aber bevölkerungsreichste der Insel. Die Siedlungsdichte liegt bei 588 Einwohnern pro Quadratkilometer. Der hufeisenförmige Hafen wird gerahmt von farbenfrohen Läden und den roten Ziegeldächern der Häuser. Zu Saint George gehören auch die weltberühmte Grand Anse Beach und viele weitere Urlaubs-Resorts.

## Geographie
Der Südwest-Zipfel der Insel läuft aus in der Halbinsel Point Salines. Das Parish grenzt im Norden an Saint John, im Nordosten an Saint Andrew und im Osten an Saint David. Die Küstenlinie ist stark zerklüftet und sowohl der westlichste Punkt des Landes (Point Salines), als auch der südlichste Punkt, Lance aux Epines (deutsch Stachellanze, ⊙), liegen im Parish wie auch der Flughafen der Insel, Maurice Bishop International Airport. Die Infrastruktur ist besser ausgebaut als auf dem Rest der Insel. Südlich der Küste liegen noch einige unbewohnte Inselchen: Calivigny Island, Hog Island und Glover Island sowie zwei weitere.
Namhafte Anhöhen sind: Cafea, Mount Moritz, Mount Melville, Mount Parnassus, Morne Jaloux und Mount Hartman mit einem Steinbruch.
Neben der Grand Anse Beach gibt es noch die Grand Mal Bay und die St. Georges Bay an der Westküste sowie die tief eingeschnittenen Buchten Grand Bay, Hardy Bay, Prickly Bay, Mount Hartman Bay, Woburn Bay und weitere an der Südküste. Dort gibt es auch die Siedlung Amber Belair.
Im so genannten „The Cathedral Parish“ gibt es eine ganze Reihe von Kirchen.

## Bildung
Im größten Parish der Insel befindet sich die St. George’s University und es gibt eine Reihe von weiterführenden Schulen wie T.A. Marryshow Community College, Happy Hill Secondary School, Boca Secondary School, J.W Fletcher Catholic Secondary School, Anglican High school sowie Westmorland School und First Choice Junior School.